# 索尼亞奇內 (特諾皮爾州)
49°19′43″N 25°17′47″E / 49.32861°N 25.29639°E
索尼亞奇内（羅馬化：Soniachne）是烏克蘭的村落，位於該國西部捷爾諾波爾州，由捷尔诺波尔区負責管轄，始建於1880年，面積6.74平方公里，海拔高度365米，2001年人口56，人口密度每平方公里8.3人。